# بخش گلینکوفسکی
بخش گلینکوفسکی (به لاتین: Glinkovsky District) یک منطقهٔ مسکونی در روسیه است که در استان اسمولنسک واقع شده‌است.